# Can (gruppo musicale)
I Can (The Can fino al 1970) sono stati un gruppo musicale tedesco formatosi nel 1968 a Colonia, nell'allora Germania Ovest, e attivo fino al 1979. Sono considerati uno dei gruppi più influenti nella storia della musica rock sperimentale tedesca e pionieri della scena krautrock.

## Storia del gruppo
Il gruppo fu fondato a Colonia nel 1968 con il nome di Inner Space Production, per iniziativa di Holger Czukay (bassista trentenne e ingegnere del suono, appassionato di minimalismo e musica etnica), Irmin Schmidt (pianista trentunenne), entrambi allievi del compositore Karlheinz Stockhausen, insieme a Michael Karoli e Jaki Liebezeit. Al 2022 l'unico ancora in vita è Irmin Schmidt.
Nell'autunno del 1968 entrò in formazione Malcom Mooney, che cambiò il nome da Inner Space Production in Can, parola con molti significati.
Mooney lasciò il gruppo subito dopo la registrazione di Monster Movie, il comportamento instabile di Mooney fuori dal palco e le sue performance squilibrate sul palco raggiunsero il punto di ebollizione e, su consiglio del suo psichiatra, lasciò la Germania nel 1970 per tornare negli Stati Uniti (sua terra d'origine). Fu poco dopo rimpiazzato alla voce da Damo Suzuki, vagabondo giapponese, che fu notato dal bassista Holger Czukay mentre chiedeva l'elemosina e letteralmente raccattato dalla band poco prima di un concerto a Monaco. La sua voce unica e il suo approccio alla performance live hanno avuto un grande impatto sulla musica dei Can, portando la band a una maggiore sperimentazione e improvvisazione.
I Can hanno influenzato notevolmente la musica contemporanea, con molti artisti che hanno citato la band come fonte di ispirazione. I loro suoni sperimentali, i loro ritmi ripetitivi e la loro attitudine all'improvvisazione sono stati particolarmente influenti sul movimento post-punk degli anni '80. La band è stata anche importante per l'evoluzione della musica elettronica, con molte delle loro tecniche di registrazione e di produzione.
Anche Damo Suzuki abbandonò la band, dopo essersi sposato con una testimone di Geova, per continuare con progetti suoi, fondando i Network nel 1987.
I Can proseguirono senza più trovare degni successori di Mooney e Suzuki, ma sfruttarono al meglio i notevolissimi aspetti della loro levatura strumentale, in particolare dal vivo.
Il gruppo si sgretolò nei tardi anni settanta lasciando una rilevante eredità.

### Dopo lo scioglimento
I Can si sciolsero ufficialmente nel 1979, e tutti i membri si concentrarono su progetti solisti e altre opere, ma si riunirono periodicamente per sessioni di registrazione e concerti durante i successivi due decenni, e un album di reunion con Mooney, Rite Time, fu pubblicato nel 1989.
Nel 1991 il gruppo si riunisce per registrare una traccia della colonna sonora del film di Wim Wenders Fino alla fine del mondo.
Holger Czukay ha proseguito la sua carriera musicale da solista, collaborando con artisti come Jah Wobble e David Sylvian. Il suo lavoro da solista ha mantenuto la sperimentazione sonora e l'uso di registrazioni tipici della sua esperienza con i Can. Nel corso degli anni '80 e '90, Czukay ha pubblicato una serie di album innovativi e influenti, come  Canaxis 5, Rome Remaind Rome e On the Way to the Peak of Normal. Oltre alla sua carriera musicale. Il suo contributo alla musica elettronica è stato riconosciuto in tutto il mondo.
Mentre Irmin Schmidt ha composto musica per decine di film e programmi televisivi durante la sua lunga carriera, pubblicando inoltre lavori solisti e collaborazioni che spaziano in diversi generi, tra cui musica elettronica e musica contemporanea.
Jaki Liebezeit ha intrapreso una carriera solista e ha collaborato con numerosi artisti,collaborò con Gianna Nannini per l'album Latin Lover del 1982 in cui il musicista suonò sintetizzatori, batteria e percussioni.
Michael Karoli ha trascorso il resto degli anni '80 registrando e suonando con altri artisti, nonché lavorando su musiche per il cinema e il teatro.

## Citazioni e omaggi
- Lo scrittore scozzese Alan Warner, nato a Oban nel 1964, ha scritto due romanzi in tributo a due differenti membri dei Can (Morvern Callar a Holger Czukay e The Man Who Walks a Michael Karoli).
- La band viene citata nel brano Losing My Edge del gruppo newyorkese LCD Soundsystem. Il cantante James Murphy sostiene ironicamente di essere stato presente al primissimo concerto dei CAN a Colonia.
- Il mangaka Hirohiko Araki cita la band in JoJolion, ottava parte de Le bizzarre avventure di JoJo.
- I Radiohead avevano in programma di suonare il brano The Thief alla serata di Amnesty International (10 dicembre '98), ma decisero di non farlo all'ultimo momento. La canzone fu infine eseguita in Danimarca (8 settembre 2000) ed è stata presente nelle loro scalette durante i tour del 2000 e del 2001.[9]

## Formazione

### Storica
- Damo Suzuki - voce (1970-1973) †
- Holger Czukay - basso (1968-1977) †
- Michael Karoli - chitarra, violino (1968-1981; 1989-1990) †
- Jaki Liebezeit - batteria e percussioni (1968-1981; 1989-1990) †
- Irmin Schmidt - tastiere e voce  (1968-1981; 1989-1990)

### Altri ex membri
- Malcolm Mooney - voce (1968-1970; 1989-1990)
- Rebop Kwaku Baah - percussioni (1977-1979) †
- Rosko Gee - basso elettrico (1977-1979)

## Discografia

### Album in studio
- 1969 - Monster Movie
- 1970 - Soundtracks
- 1971 - Tago Mago
- 1972 - Ege Bamyasi
- 1973 - Future Days
- 1974 - Soon Over Babaluma
- 1975 - Landed
- 1976 - Flow Motion
- 1977 - Saw Delight
- 1978 - Out of Reach
- 1979 - Can
- 1979 - Inner Space
- 1989 - Rite Time

### Singoli
- 1969 - Kama Sutra/Melting Away
- 1970 - Soul Desert/Deadlock
- 1971 - Turtles Have Short Legs/Halleluhwah
- 1972 - Spoon/Shikaro Maru Ten
- 1973 - Moonshake/Splash
- 1974 - Dizzy Dizzy/Come Sta La Luna
- 1976 - I Want More/..and More
- 1976 - Silent Night/Cascade Waltz
- 1977 - Don't Say No/September
- 1979 - Can-Can/Aspectacle

### Raccolte
- 1974 - Limited Edition
- 1976 - Opener
- 1976 - Unlimited Edition
- 1978 - Cannibalism
- 1981 - Delay 1968
- 1983 - Incandenscence
- 1992 - Cannibalism 2
- 1993 - Anthology
- 1993 - Cannibalism 3
- 1995 - Peel Sessions
- 1997 - Radio Waves
- 1999 - Live

## Videografia
- 1972 - Free Concert
- 1998 - The Can Documentary
- 1999 - The Can Box
- 2004 - The Can DVD